# Clathria pellicula
Clathria pellicula är en svampdjursart som beskrevs av Thomas Whitelegge 1897. Clathria pellicula ingår i släktet Clathria och familjen Microcionidae. Inga underarter finns listade i Catalogue of Life.